# Круто сваренные
«Круто сваренные» (англ. Hard Boiled) — гонконгский художественный фильм в жанре боевика, поставленный режиссёром Джоном Ву. 
В 2007 году фильм получил продолжение в компьютерной игре под названием «Stranglehold».

## Сюжет
В одном из чайных домов в Гонконге инспектор Юэнь по прозвищу «Текила» и его напарник Лунг пытаются арестовать банду контрабандистов во время совершения сделки. Попытка заканчивается перестрелкой, в которой гибнет множество мирных посетителей, все бандиты и несколько сотрудников полиции, в том числе Лунг. Текила твёрдо намерен отомстить за смерть напарника, но начальник полиции Панг отстраняет его от дела, так как уверен в том, что инспектор сам развязал перестрелку.
В то же время в мафиозной организации «дяди» Хоя много лет работает полицейский под прикрытием — Тони. Босс конкурирующей организации Джонни Вонг впечатлён его мастерством и пытается завербовать Тони, но тот намерен служить Хою до его смерти. Тогда Джонни с его людьми совершают налёт на склад оружия Хоя и убивают всех работающих там. На место перестрелки приезжает сам Хой с телохранителями и Джонни предлагает Тони убить хозяина, иначе Джонни убьёт его собственноручно.
Тони тяжело даётся решение, но он убивает Хоя и всех его телохранителей. Таким образом он становится новым членом организации Джонни Вонга. В этот момент с крыши на бандитов начинают лететь гранаты — это начинает действовать сидевший в засаде Текила, пришедший на склад в одиночку. Джонни бежит со склада, а многие его люди умирают от пуль Текилы. В конце перестрелки в завесе дыма встречаются лицом к лицу Тони и Текила, направив друг на друга оружие. Текила первым спускает курок, но в его револьвере не осталось патронов. Тогда Тони улыбается, опускает свой пистолет и исчезает.
На другой день Тони просит начальника полиции Панга (единственного человека, который знает о роли Тони в этом деле) охладить пыл инспектора Юэня. Расставаясь, он дарит Тони металлическую зажигалку. Текила же и не думает останавливаться. Он начинает догадываться, что Тони полицейский и приходит на его личную яхту, чтобы поговорить. В итоге Тони и Текила решают объединить свои силы и в этот момент на них нападают остатки банды Хоя. В итоге все они гибнут, Тони ранят, а Текила вовремя исчезает, ведь через минуту на пристань приезжает Джонни Вонг с его людьми, которые отвозят раненого Тони в больницу.
Вонг подозревает, что один из членов его банды, «малыш» Ко — полицейский стукач и именно он рассказал Текиле о готовящемся налёте на склад Хоя. Ко избивает сильнейший член банды Джонни — Бешеный Пёс. Но Тони просит разрешения добить Ко собственноручно. Незаметно он кладёт в нагрудный карман Ко зажигалку, подаренную Пангом, и стреляет в грудь Ко. Раненый «малыш» приходит в джаз-бар мистера Ву, где обычно сидит инспектор Юэнь и сообщает, что арсенал самого Джонни Вонга находится в больнице «Кленового круга». Раненого Ко Текила отвозит в эту больницу, там же собрались люди Джонни и он сам, а так же туда приходит Тони.
Пока напарники принимают решение искать арсенал Вонга, Бешеный Пёс убивает Ко. Текила сообщает сотруднице полиции Терезе Чан, что необходимо эвакуировать пациентов и окружить больницу, и отправляется на поиски арсенала. Тони и Текила обнаруживают скрытый ход в арсенал, но там напарников уже поджидает Бешеный Пёс, которого они вдвоём никак не могут одолеть. Начальник полиции Панг начинает эвакуацию, а Тереза Чан отправляется в родильное отделение. Больница уже окружена, но люди Вонга берут пациентов в заложники и стреляют из окон по тем, кто успел выйти наружу.
Тони и Текила ведут борьбу с людьми Вонга и спасают заложников. Текила остаётся, чтобы помочь эвакуировать детей, а Тони занимается Бешеным Псом. В разгар перестрелки они неожиданно оказываются между группой пациентов. Тони опускает оружие. Бешеный Пёс, у которого оказываются понятия о чести, делает то же самое. Пациенты начинают уходить, но в этот момент в комнату врывается Джонни Вонг и расстреливает их. Бешеный Пёс нападает на хозяина, но тоже гибнет от его пули. Джонни же, понимая, что проигрывает, закладывает в больнице взрывные устройства.
В конце этой кровавой перестрелки пациенты и сотрудники полиции покидают здание. Все члены банды Вонга убиты. Текила с последним ребёнком на руках покидает здание, а Тони остаётся, чтобы убить Джонни. Гремит взрыв. Внезапно появляется Тони под дулом пистолета Вонга. Джонни начинает унижать инспектора Юэня, Тони не может это терпеть и стреляет пистолетом Вонга себе в живот. Джонни теряет своё прикрытие, и Текила стреляет ему в голову.
В финальной сцене Панг и Текила сжигают все документы, имеющие отношение к Тони. А сам Тони плывёт на своей яхте в открытое море.

## В ролях
| Актёр           | Роль                          |
| --------------- | ----------------------------- |
| Чоу Юнь-Фат     | Инспектор «Текила» Юэнь       |
| Тони Люн Чу Вай | Тони                          |
| Тереза Мо       | Тереза Чан                    |
| Филип Чан       | Начальник полиции Панг        |
| Энтони Вонг     | Джонни Вонг                   |
| Филип Квок      | Бешеный Пёс                   |
| Хой-Шан Кван    | «Дядя» Хой                    |
| Вэй Тунг        | «Малыш» Ко                    |
| Джон Ву         | Мистер Ву                     |
| Дзюн Кунимура   | Стрелок в чайном доме (камео) |

1. 1 2  Internet Movie Database (англ.) — 1990.